# G.I. (militare)

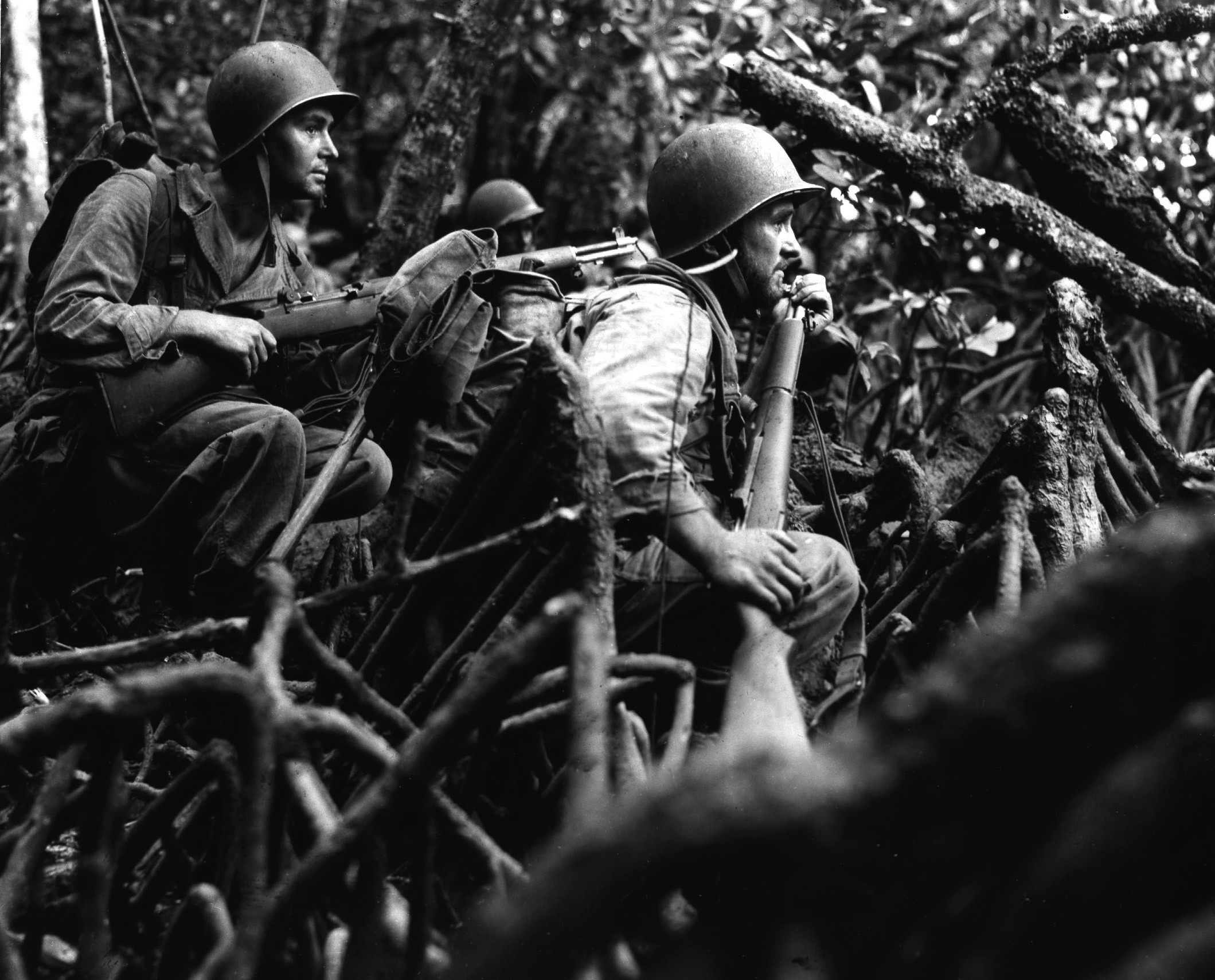
G.I. della 25ª Divisione di fanteria degli Stati Uniti nella giungla di Vella Lavella durante l'Operazione Cartwheel (13 settembre 1943)

G.I. è un acronimo utilizzato per descrivere i soldati dell'Esercito degli Stati Uniti d'America e gli avieri dell'Aeronautica Militare Americana e, occasionalmente, anche i Marines e i marinai a terra, e anche qualsiasi articolo del loro equipaggiamento.

## Storia
Il termine G.I. è stato utilizzato a lungo come acronimo di Government Issue o General Issue, ma originalmente si riferiva al galvanized iron, come utilizzato dai servizi logistici delle Forze Armate statunitensi. Le lettere "G.I." erano infatti usate per definire pezzi di equipaggiamento realizzati con ferro zincato nelle scorte di magazzino e nelle registrazioni delle forniture.
Durante la seconda guerra mondiale i soldati americani si riferivano sarcasticamente alle granate tedesche in arrivo come G.I. cans (barattoli G.I.). Sempre durante la guerra "G.I." iniziò ad essere interpretato come Government Issue o General Issue per gli articoli che in generale costituivano l'equipaggiamento dei soldati (e degli avieri, visto che allora l'Aeronautica militare era parte dell'esercito in numerosi paesi, ivi compresi gli Stati Uniti d'America). 
Il termine "G.I." si diffuse negli Stati Uniti dall'inizio del Selective Service System (the draft), un servizio che conservava le informazioni sui potenziali soggetti al servizio di leva durante gli anni 1940 e 1941, quando il draft ne risentiva a causa della situazione statunitense di non-belligeranza fino all'attacco di Pearl Harbor (7 dicembre 1941), allorché l'uso del termine G.I. "esplose", durando per tutti gli anni di guerra, dal 1942 fino al 1945.
"G.I." venne anche usato come aggettivo per indicare qualunque cosa che avesse a che vedere con l'esercito o con l'aeronautica. Durante la seconda guerra mondiale, G.I. Joe divenne il soprannome generale per tutti i soldati americani, indipendentemente dalla Forza Armata di appartenenza: fanteria, artiglieria, reparti corazzati, rangers, paracadutisti, addetti ai servizi, ecc. Quindi l'interpretazione di G.I. come acronimo di General Infantry non è corretta, poiché una considerevole parte di soldati ed avieri non facevano parte della fanteria.
Soldati ed avieri si riferivano sarcasticamente a loro stessi con la sigla "G.I.", intendendo articoli General Issue, cioè tutte le attrezzature comunemente disponibili nel servizio militare come elmetti, stivali, tende, posate, fucili, jeep, carri armati e aerei da combattimento. Essi infatti, durante il loro servizio militare, si vedevano equiparati agli articoli General Issue dello Zio Sam.
Il generale a cinque stelle Dwight Eisenhower disse nel 1945: 
(Funeral Pyres of Nazidom, 1945/05/10)
"G.I." è stato anche utilizzato come verbo nei circoli militari per descrivere il processo di profonda ripulitura di un'area per ottenere un livello di pulizia più alto della norma. Le reclute delle Forze Armate, ad esempio, potevano ricevere l'ordine di "G.I." (cioè, in questo caso, "rimuovere" [n.d.r.]) la spazzatura da un terreno così efficacemente, che dopo si potesse mangiare sulla sua superficie.